# Episodi di Charlie's Angels (prima stagione)

Gli Angeli della prima stagione

Questa voce contiene trame, dettagli e crediti dei registi e degli sceneggiatori della prima stagione della serie televisiva Charlie's Angels, interpretata da Kate Jackson (Sabrina Duncan), Jaclyn Smith (Kelly Garrett) e Farrah Fawcett (Jill Munroe).
Negli Stati Uniti, l'episodio pilota, Gli Angeli è stato trasmesso per la prima volta il 21 marzo 1976. Gli altri episodi sono stati trasmessi tra il 22 settembre 1976 e il 4 maggio 1977, posizionandosi al 5º posto nei rating Nielsen di fine anno con il 25,8% di penetrazione.
In Italia, la prima stagione è andata in onda tra il 1979 e il 1980 sulle emittenti locali affiliate ai consorzi televisivi GPE - Telemond e RTI-Distribuzione S.p.A.. Nella prima trasmissione italiana, non è stato rispettato l'ordine cronologico originale degli episodi.
| nº | Titolo originale       | Titolo                   | Prima TV USA      | Prima TV Italia  |
| -- | ---------------------- | ------------------------ | ----------------- | ---------------- |
| 0  | Pilot                  | Gli Angeli               | 21 marzo 1976     | 11 ottobre 1979  |
| 1  | Hellride               | Corsa infernale          | 22 settembre 1976 | 25 ottobre 1979  |
| 2  | The Mexican Connection | Droga dal Messico        | 29 settembre 1976 | 15 novembre 1979 |
| 3  | Night of the Strangler | Lo strangolatore         | 13 ottobre 1976   | 8 novembre 1979  |
| 4  | Angels in Chains       | Angeli in catene         | 20 ottobre 1976   | 29 novembre 1979 |
| 5  | Target: Angels         | Gli omicidi              | 27 ottobre 1976   | 18 ottobre 1979  |
| 6  | The Killing Kind       | Una specie omicida       | 3 novembre 1976   | 22 novembre 1979 |
| 7  | To Kill an Angel       | Uccidere un Angelo       | 10 novembre 1976  | 13 dicembre 1979 |
| 8  | Lady Killer            | Lady Killer              | 24 novembre 1976  | 6 dicembre 1979  |
| 9  | Bullseye               | Centro!                  | 1º dicembre 1976  | 27 dicembre 1979 |
| 10 | Consenting Adults      | Adulti consenzienti      | 8 dicembre 1976   | 20 dicembre 1979 |
| 11 | The Seance             | La seduta                | 15 dicembre 1976  | 10 gennaio 1980  |
| 12 | Angels on Wheels       | Angeli a rotelle         | 22 dicembre 1976  | 1º novembre 1979 |
| 13 | Angel Trap             | Trappola per Angeli      | 1º gennaio 1977   | 3 gennaio 1980   |
| 14 | The Big Tap-Out        | Intrappolato             | 12 gennaio 1977   | 17 gennaio 1980  |
| 15 | Angels on a String     | Angeli in vacanza        | 19 gennaio 1977   | 24 gennaio 1980  |
| 16 | Dirty Business         | Un brutto affare         | 2 febbraio 1977   | 31 gennaio 1980  |
| 17 | The Vegas Connection   | Angeli a Las Vegas       | 9 febbraio 1977   | 7 febbraio 1980  |
| 18 | Terror on Ward One     | Terrore al primo reparto | 16 febbraio 1977  | 14 febbraio 1980 |
| 19 | Dancing in the Dark    | Ballando al buio         | 23 febbraio 1977  | 28 febbraio 1980 |
| 20 | I WIll Be Remembered   | Mi ricorderanno          | 9 marzo 1977      | 21 febbraio 1980 |
| 21 | Angels at Sea          | Angeli in mare           | 23 marzo 1977     | 6 marzo 1980     |
| 22 | The Blue Angels        | Angeli blu               | 4 maggio 1977     | 13 marzo 1980    |

## Gli Angeli
- Titolo originale: Pilot
- Diretto da: John Llewllyn Moxey
- Scritto da: Ivan Goff, Ben Roberts

### Trama
Vincent LeMar è scomparso da sette anni e sta per essere dichiarato legalmente morto. La sua seconda moglie sta per ereditare tutto, dato che la figlia di Vincent, Janet, aveva interrotto i contatti con la famiglia. Kelly assume le sembianze di Janet e si presenta dalla Sig.ra LeMar. Nonostante quest'ultima creda alla storia di Kelly/Janet, cerca di avvelenarla.
- Altri interpreti: David Odgen Stiers (Scott Woodville), Bo Hopkins (Beau Creel), Diana Muldaur (Rachel LeMar), Tommy Lee Jones (Aram Kolgeium), Grant Owens (Wilder), John Lehne (Bancroft).

## Corsa infernale
- Titolo originale: Hellride
- Diretto da: Richard Lang
- Scritto da: Edward J. Lakso

### Trama
Suzy Lemson muore durante una gara automobilistica per sole donne. Il suo meccanico, Jerry Adams, pensa a un sabotaggio e chiede agli Angeli di indagare. Così, Sabrina veste i panni di un'autista di gare automobilistiche, mentre Bosley recita la parte di Padre John e si stabilisce alla pista da corsa, insieme a sua "figlia" Jill. Mentre Sabrina e Jerry scoprono che la macchina di Suzy è stata sabotata, Kelly fa visita ai genitori della ragazza e scopre che Suzy aveva una relazione con Eddie Dirko, anche lui collegato al mondo delle corse.
- Altri interpreti: Don Gordon (Gene Wells), Mayf Nutter (Eddie Dirko), Kurt Grayson (Ted Kale), Jenny O'Hara (Bloody Mary), John Dennis Johnston (Jerry Adams), Norma Connolly (Mrs. Lemson), Russ Grieve (Mr. Lemson), Rosane Covy (Suzy Lemson), Bob Frank (Henry).

## Droga dal Messico
- Titolo originale: The Mexican Connection
- Diretto da: Allen Baron
- Scritto da: Jack V. Fogarty

### Trama
Durante un dirottamento, un pilota è obbligato a un atterraggio forzato, durante il quale sua sorella rimane uccisa. Durante l'autopsia, si scopre che la donna aveva assunto eroina prima di morire. L'uomo scopre, allora, che i dirottatori stavano esportando droga e assume gli Angeli per scoprire i responsabili. Sabrina diventa così una hostess mentre Kelly va in Messico dove entra in contatto con Frank Bartone, proprietario della linea aerea e sospettato di traffico di droga. Jill viene invece assunta da Bartone come allenatrice di nuoto di sua figlia, la quale comincia a chiedersi se le voci sui traffici illegali del padre siano vere.
- Altri interpreti: Caeser Donovan (Frank Bartone), Edward Power (Jim Taylor), Joseph Burke (Nick Doyle), Elyssa Davalos (Maria), Arnold Saboloff (Steiner), Robert Tafur (Col. Morales).

## Lo strangolatore
- Titolo originale: Night of the Strangler
- Diretto da: Richard Lang
- Scritto da: Pat Fielder, Glen Olson, Rod Baker

### Trama
Gli Angeli indagano sulla morte per strangolamento di Dana Cameron, una modella che aveva una relazione con il suo datore di lavoro, Kevin St. Clair. Kelly - che è identica a Dana - e Jill vengono assunte come modelle dalla sua Agenzia. Sabrina invece diventa fotografa di moda.
- Guest Star: Rosemary Forsyth (Michelle St. Clair)
- Altri interpreti: Richard Mulligan (Kevin St. Clair), William Beckley (Alec Witt), Dean Santoro (Jesse Woodman), Alex Henteloff (Heinz Brandon), Elizabeth Robinson (Candy).
- Note: Jaclyn Smith interpreta anche il breve ruolo di Dana Cameron.
- la voce italiana di Kevin St. Clair è di Glauco Onorato

## Angeli in catene
- Titolo originale: Angels in Chains
- Diretto da: Phill Bondelli
- Scritto da: Robert Earll

### Trama
Una donna assume gli Angeli per ritrovare sua sorella, scomparsa da una prigione femminile dopo essere stata arrestata per possesso di droga in una città di provincia. Così, per entrare nella prigione e indagare, gli Angeli superano di proposito i limiti di velocità per le strade di quella città. Fermate dalla polizia vengono però arrestate per possesso di droga, messa sul loro mezzo dagli stessi agenti.
- Guest Star: Neva Patterson (Direttrice Sorenson)
- Altri interpreti: Lauren Tewis (Christine Hunter), Kim Basinger (Linda Oliver), Mary Woronov (Maxine), David Huddelston (Sceriffo Clint), Anthony James (Karl Stern), Christine Hart (Billie), Brooke Tucker (Fran), Terry Green (Elizabeth Hunter).

## Gli omicidi
- Titolo originale: Target: Angels
- Diretto da: Richard Lang
- Scritto da: David Levinson

### Trama
Un cecchino spara nella stanza da letto di Kelly, ma manca il suo bersaglio. La stessa persona attacca Jill in palestra dove la donna sta allenando una squadra di basket. Le due ragazze temono che Sabrina possa essere il prossimo bersaglio, quindi si stabiliscono nel suo appartamento. Lì scoprono dell'esplosivo nel contenitore dell'acqua. Fanno esplodere la bomba e fingono che Sabrina sia morta per intrappolare il colpevole.
- Altri interpreti: Tom Selleck (Dr. Alan Samuelson), Michael Bell (Bill Duncan), David Healy (Cavendish), John Horn (Harry Wardlow), Thayer David (Meeker), John Agar (Col. Blaylock), Irene Tedrow (Suor Anne), Verda Bridges (Louise).
- Note: La villa di Charlie in cui si rifugiano gli Angeli per sfuggire al cecchino viene venduta dal suo proprietario alla fine dell'episodio (per mantenere il suo anonimato con gli Angeli). Si può supporre che l'acquirente sia Antonia Blake (Barbara Stanwyck) dato che, nell'episodio I ragazzi di Toni (quarta stagione), Toni abita e lavora proprio in quell'edificio.
- Per un errore nei DVD pubblicati nel 2008 il titolo italiano di questo episodio risulta essere "Una specie omicida", che in realtà è il titolo con cui fino a quel momento è stato trasmesso l'episodio successivo.

## Una specie omicida
- Titolo originale: The Killing Kind
- Diretto da: Richard Benedict
- Scritto da: Richard Benedict

### Trama
Due uomini cercano di obbligare la reporter Brooke Anderson a cambiare un suo articolo, perché potrebbe causare uno scandalo collegato al loro villaggio turistico di MoonShadows. Quando la donna si rifiuta, la fanno assassinare. Il padre della vittima, un vecchio amico di Charlie, ricorre agli Angeli per indagare sul caso. Jill e Kelly si recano sotto copertura al villaggio turistico.
- Altri interpreti: Robert Loggia (Paul Terranova), Alex Sheafe (Dale Parker), Joseph Ruskin (Koslo), Sean Fallon Walsh (West), Judson Pratt (Dott. Dingham), Nancy Stephens (Brooke), Frank Maxwell (Fitzgerald), Janis Jamison (Inga), Clark Gordon (Mr. Anderson), Hugh Gillin (Harvey Sunday).
- Note: Bosley accenna ad una moglie in questo episodio, ma in seguito dichiarerà di non essere mai stato sposato.
- Per un errore nei DVD pubblicati nel 2008 il titolo italiano di questo episodio risulta essere Gli omicidi, che in realtà è il titolo con cui fino a quel momento è stato trasmesso l'episodio precedente.

Nella prima trasmissione italiana, questo episodio era intitolato Una specie mortale.

## Uccidere un Angelo
- Titolo originale: To Kill an Angel
- Diretto da: Phil Bondelli
- Scritto da: Rick Husky

### Trama
Kelly rinuncia a un incontro di lavoro per andare a un appuntamento. La persona che deve incontrare è Skip, un bambino autistico. Kelly lo accompagna al luna park, dove Skip si perde. Il ragazzo trova una pistola, proprietà di un uomo che ha appena commesso un omicidio. Quando Kelly si avvicina, cercando di farsi consegnare l'arma, Skip spara e la colpisce alla testa.
- Altri interpreti: Dennis Dimster (Skip), Robert Donner (Korbin), Craig Ludwin (Masters), Lee Bryant (Gail Frances), John Zaremba (Dott. Stafford), Michael Allredge (Adams), Mike Robeli (Giovanni), Carol Jones (Cathy), George Kramer (Cliff Stanton).
- Note: La ragazza che accompagna Skip a una delle giostre del luna park, indossa una t-shirt con il logo di un'altra serie di Aaron Spelling, Starsky & Hutch.

## Lady Killer
- Titolo originale: Lady Killer
- Diretto da: George McCowan
- Scritto da: Sue Milburn

### Trama
Tony Mann, proprietario del night club Feline, ingaggia gli Angeli per indagare su una serie di strani incidenti che stanno accadendo nel suo locale, tra cui la morte misteriosa di due cameriere che dovevano comparire in una delle sue riviste per soli uomini. Jill si fa quindi assumere come cameriera (e come potenziale ragazza-copertina). Kelly finge di essere una cantante di night club. Sabrina invece diventa la padrona di casa del locale di Mann.
- Altri interpreti: Hugh O'Brian (Tony Mann), Jan Shutan (Paula), Alan Fudge (Dave Erhard), Bob Basso (Victor Burrell), Richard Foroniy (Danny Audette), Lory Kochheim (Carmel), Martha Smith (Shelly), Denise Gordy (Nikki), Ruth Ko (Feline China).

## Centro!
- Titolo originale: Bullseye
- Diretto da: Daniel Haller
- Scritto da: Jeff Myrow

### Trama
Mary Jo Walker, una recluta del corpo femminile dell'esercito, viene uccisa da un cecchino durante un'esercitazione. Il Generale in carica alla base, amico di Charlie, assume gli Angeli e fa entrare Jill e Kelly come reclute nell'esercito, mentre Sabrina si infiltra come infermiera.
- Altri interpreti: L.Q. Jones (Sgt. Billings), Robert Pine (Dott. Conlan), Peter Leeds (Gen. Green), Nora Marlowe (Cicley), Marla Pennington (Jenny Warren), Erin O'Riely (Mary Jo Walker), Helen Lockwood (Sally Miller), Jeanne Bates (Alice Clements).

## Adulti consenzienti
- Titolo originale: Consenting Adults
- Diretto da: George McCowan
- Scritto da: Les Carter

### Trama
Clifton Cunnigham, proprietario di una galleria d'arte, viene derubato. Il suo socio, Ed Bialy, è convinto che Cunningham abbia organizzato il colpo. Così lo rapisce per farlo confessare. La madre di Cunningham ricorre all'aiuto degli Angeli per rintracciarlo.
- Altri interpreti: Alan Manson (Bialey), Laurette Spang (Tracy), Dick Dinman (Clifton Cunningham), Ward Wood (Cooley), Audrey Christie (Maggie), George Sperdakos (Duran), G. W. Bailey (Mumford).

## La seduta
- Titolo originale: The Seance
- Diretto da: George Brookes
- Scritto da: Robert C. Dennis

### Trama
Grace Rodeheaver riceve una telefonata in seguito alla quale cade in trance. Prende un anello prezioso e lo porta fuori casa a uno sconosciuto. Il mattino seguente non ricorda nulla di quello che è successo e ingaggia gli Angeli per indagare sulla serie di "furti" accaduti nella sua casa. Mentre Sabrina rimane in casa della donna per tenerla sotto controllo, Kelly assume l'identità di una ricca ereditiera mentre Jill quella della sua segretaria per indagare sul conto della consulente spirituale della signora Rodeheaver, Madame Dorian.
- Altri interpreti: Gertrude Flynn (Grace Rodehaver), Carole Cooke (Madam Dorian), René Auberjonois (Terrence), Kathryn Fuller (Putty).

## Angeli a rotelle
- Titolo originale: Angels on Wheels
- Diretto da: Richard Benedict
- Scritto da: Charles Sailor

### Trama
Dopo che una campionessa di roller muore in un misterioso incidente durante una gara, sua sorella chiama gli Angeli. Mentre Sabrina interroga Jessica Farmer, che lavora per una società di assicurazioni di Hugh Morris, proprietario della squadra di roller, e Kelly ispeziona l'appartamento della vittima, dove trova un biglietto per il ritiro di una misteriosa valigia, Jill assume l'identità di Barbara Jason e ottiene un posto nella squadra.
- Altri interpreti: Andra Akers (Jessica Farmer), Dick Sargent (Hugh Morris), Steve Sandor (Red Loomis), Taylor Lacher (Jerey Carr), Nate Esformes (Toby Rizzo), Kres Mersky ("Bad" Betty King), Bill Benedict (Emmet Winston).

## Trappola per Angeli
- Titolo originale: Angel Trap
- Diretto da: George McCowan
- Scritto da: Ed Lakso

### Trama
Dopo che quattro colleghi appartenenti ad una unità dell'esercito vengono uccisi, un uomo si rivolge agli Angeli per paura di essere la prossima vittima. Il colpevole sembra essere un uomo di nome Jericho, ma non può essere accusato per mancanza di prove. Così, il cliente, Kamden, viene convinto dagli Angeli a continuare la sua vita normale affinché Jericho possa essere colto in flagrante. 
- Altri interpreti: Fernando Lamas (Jericho), Phyllis Avery (Janin Manchand), John Larch (Kamden), Roy West (Cohen).

## Intrappolato
- Titolo originale: The Big Tap-Out
- Diretto da: Georg Stanford Brown
- Scritto da: Brian McKay

### Trama
Gli Angeli vengono ingaggiati da un detective della polizia per accalappiare Roy David, un noto giocatore d'azzardo, sospettato di aver sottratto 40.000 dollari a una società di sicurezza.
- Altri interpreti: Richard Romanus (Roy David), Bert Remsen (Pinky Tibbs), John J. Fox (McMasters), Don Wilbanks (Fawcett), Norman Bartold (Mr. Platt).

## Angeli in vacanza
- Titolo originale: Angels on a String
- Diretto da: Larry Doheny
- Scritto da: Ed Lakso

### Trama
Gli Angeli vanno in vacanza e scoprono che, nell'albergo dove alloggiano, il prof. Peter Wycinski, rispettabile politico e scrittore polacco, terrà una conferenza. Sabrina, ammiratrice del professore, riesce a conoscerlo e si danno appuntamento. Quando si incontreranno di nuovo, però, il prof. Wycinski si comporta in modo indifferente. Kelly e Jill pensano che sia solo un'impressione di Sabrina, ma quest'ultima insiste che qualcosa non va.
- Altri interpreti: Theodore Bikel (Prof. Wyncinski), Gary Wood (Paul), Charles Cyphers (Agente Hallers), Jude Farese (Karl), Albert Paulsen (Rabitch), Nancy Steen (Mary).

## Un brutto affare
- Titolo originale: Dirty Business
- Diretto da: Bill Bixby
- Scritto da: Ed Lakso

### Trama
Una donna assume gli Angeli dopo che il laboratorio cinematografico di suo figlio, Marvin Goldman, viene incendiato. Ben presto scoprono che Goldman è un pornografo e un ricattatore.
- Altri interpreti: Alan Feinstein (Paul Baylor), Warren Belinger (Marvin Goldman), John Calvin (Danner), Sidney Clute (Lembeck), Eda Reiss Merin (Esther Goldman), Bruce M. Fischer (Tulchuk), Delores Dorn (Mrs. Evers).

## Angeli a Las Vegas
- Titolo originale: The Vegas Connection
- Diretto da: George McCowan
- Scritto da: John D.F. Black

### Trama
Un uomo ingaggia gli Angeli dopo che sua moglie gli ha sottratto del denaro dalla sua cassaforte. Durante le indagini, che li conducono a Las Vegas, gli Angeli scoprono che la donna viene ricattata.
- Altri interpreti: Michael Callan (Cass Harper), Brooke Bundy (Elsbeth), Ned Wilson (George Mallin), Carla Borelli (Tina Mallin), Michael Sterns (Sid Carver), Suzanne Hunt (Avril), Cliff Carnell (Zip).

## Terrore al primo reparto
- Titolo originale: Terror on Ward One
- Diretto da: Bob Kellian
- Scritto da: Edward J. Lakso

### Trama
Gli Angeli investigano su misfatti accaduti in un ospedale, dove qualcuno, "mascherato" da dottore, ha attentato alla vita di alcune infermiere. Kelly e Jill si fanno quindi assumere come infermiere, mentre Sabrina veste i panni di una reporter.
- Altri interpreti: Sally Carter Ihnat (Infermiera Farragut), Michael McGrevey (Ted Blaine), Jack Bannon (Dott. Danworth), Fran Ryan (Infermiera Fager), Robert Lipton (Quincy), Arch Johnson (Halvorsen), Ray Vitte (Sharp), Bobbie Mitchell (Mason), Richard Deer (Ed Main), Eddie LoRusso (Miller).

## Ballando al buio
- Titolo originale: Dancing in the Dark
- Diretto da: Cliff Bole
- Scritto da: Les Carter

### Trama
Dopo che una donna rifiuta le avances del suo insegnante di ballo, questi cerca di violentarla. Spinta a forza sul letto, improvvisamente qualcuno entra nella stanza e scatta delle foto. La donna, ricattata, paga 10.000 dollari per avere le foto. Per evitare la bancarotta, chiede agli Angeli di recuperare il denaro. Così Jill si fa assumere come insegnante di ballo, Kelly come fotografa, Sabrina recita la parte di una ricca ereditiera e Bosley di suo marito.
- Altri interpreti: Dennis Cole (Tony Bordinay), Jean Allison (Laura Clusak), Logan Ramsey (Schaefer Goodhew), Benny Baker (Murphy Murphy), John Vandreeland (Alexander Cruz).

## Mi ricorderanno
- Titolo originale: I Will Be Remembered
- Diretto da: Nicholas Sgarro
- Scritto da: Melvin Levy, Richard Powell

### Trama
Quando una diva del cinema, Gloria Gibson, comincia a vivere davvero scene paurose tratte dai suoi film, chiama Charlie, suo vecchio amico. Gli Angeli cercano di capire se la donna sta impazzendo oppure se  - come Gloria afferma - è opera di qualcuno. Così Sabrina diventa la segretaria di Gloria, Kelly si fa assumere sul set del film che l'attrice sta girando e Jill si traveste da reporter.
- Guest star: Ida Lupino (Gloria Gibson)
- Altri interpreti: Peter MaClean (Frank Rose), Alfred Ryder (Barkley), Jan Peters (Galbraith), Wynn Irwin (Barney), Louie Guss (Lunchie), Richard Libertine (Ed).

## Angeli in mare
- Titolo originale: Angels at Sea
- Diretto da: Allen Baron
- Scritto da: John D.F. Black

### Trama
Il proprietario di una linea da crociera, il signor Strauss, assume gli Angeli per indagare su strani incidenti avvenuti durante i viaggi in mare, compreso un doppio omicidio. Durante la crociera, in cui un membro dell'equipaggio viene ucciso, gli Angeli ricevono tutte e tre un biglietto con una minaccia di morte. Anche Bosley viene minacciato. Una degli Angeli finge di essere morta per poter prendere l'assassino. Viene catturato Harry, un dipendente che fa uno spettacolo di magia sulla nave, che dice di aver messo tre bombe sulla nave. Una bomba viene trovata nella stiva a prua della nave. Harry sembra un po' matto, straparla e dice cose strane. Poi racconta di aver avuto un incidente e che al suo risveglio si era accorto di poter vedere il futuro. Nel frattempo l'equipaggio della nave si accorge che non ci sono le scialuppe di salvataggio sulla nave (non si capisce come abbiano fatto a salpare senza accorgersene prima). Gli Angeli trovano le altre due bombe. E si collegano via radio con la terraferma con un artificiere per disinnescare le tre bombe. L'artificiere via radio dice che chi ha costruito le bombe è daltonico, ma questo non aiuta nessuno. Magicamente tutte e tre le ragazze hanno in mano una pinzetta e iniziano a tagliare i fili della bomba. La nave viene fermata in mezzo al mare e le ragazze lanciano le bombe in acqua e stanno sul ponte a guardare lo scoppio. Forse sarebbe stato meglio continuare a navigare. Poi la nave riparte e gli Angeli di Charlie lo chiamano per dirgli che rimarranno sulla nave per finire la crociera e per rilassarsi. Harry poi verrà estradato. Aveva fatto tutto perché era arrabbiato con il signor Strauss, proprietario della nave.
- Altri interpreti: Frank Gorshin (Harry Dana), David Watson (Tom Lavin), Harold J. Stone (John Strauss), Louie Elias (Fred Couper).

## Angeli blu
- Titolo originale: The Blue Angels
- Diretto da: Georg Standford Brown
- Scritto da: Laurie Lakso Beasley

### Trama
Il Ten. Fine viene chiamato a un centro massaggi dove il proprietario ha ucciso un cliente. Minacciato dal proprietario del centro, il Ten. Fine lo uccide. Gli Angeli iniziano le loro indagini e scoprono che il centro massaggi è una copertura per la prostituzione. Così Jill e Bosley si improvvisano loro stessi proprietari di un centro massaggi. Sabrina finge di essere una detective di Phoenix.
- Altri interpreti: Dirk Benedict (Barton), Tom Ligon (Miller), Ed Lauter (Tenente Fine), Michael Bell (Bill Duncan), Timothy Carey (Burt), Joanna Kerns (Natalie), Paul Larsen (Cap. Rogers).